# Zlatița, Bulgaria
Zlatița (în bulgară Златица) este un oraș în partea de nord-vest a Bulgariei. Aparține de  Obștina Zlatița, Regiunea Sofia.

## Demografie
Componența etnică a orașului Zlatița
     Bulgari (91,16%)
     Romi (2,77%)
     Nicio identificare (5,27%)
     Altele (1,23%)
La recensământul din 2011, populația orașului Zlatița era de 5.084 locuitori. Din punct de vedere etnic, majoritatea locuitorilor (91,16%) erau bulgari, cu o minoritate de romi (2,77%). Pentru 5,27% din locuitori nu este cunoscută apartenența etnică.